# ボンベイコクタン
ボンベイコクタン（学名: Diospyros melanoxylon）はカキノキ科の被子植物で、インドおよびスリランカが自生地である。硬くて乾燥した樹皮を持っている。英名の Coromandel Ebony は、インド南東部の海岸であるコロマンデル海岸から由来する。

## 特徴
ボンベイコクタンは、落葉高木樹である。樹皮は灰黒色で、樹皮の剥落した跡は灰色斑紋となる。小枝と花序には、灰黒色のビロード状の毛が生える。葉は、楕円-卵形であり、厚い革質である。葉柄は短く、湾曲している。果実は、球形から卵形であり、直径3.2センチメートルである。果肉は黄色である。辺材は赤褐色で、心材は黒色である。まれに紫から褐色の縞がある。材質は緻密で、材の比重は1.19である。

## 各地の呼び名
- オリヤー語 : Kendu
- ベンガル語 : kend、kendu
- ヒンディー語 :  abnus、kendu、timburni tendu
- ネパール語 : tendu abnush
- サンスクリット語 : dirghapatraka
- タミル語 : karai、karundumbi、tumbi
- テルグ語 : tuniki、beedi aaku

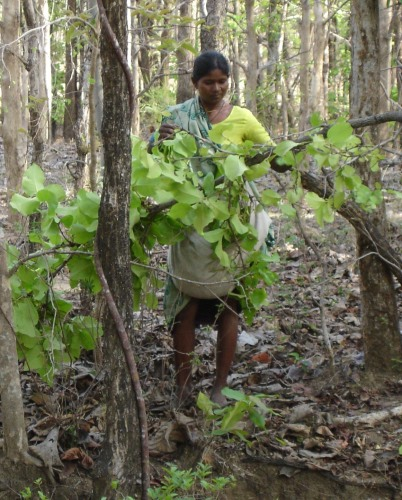
ボンベイコクタンの葉の収集

## 用途
インドでは、 タバコの葉をボンベイコクタンの葉で包んたビーディスが生産されている。
果実は、食用とされる。果肉は軟らかくて甘い。材は、家具、杖、櫛、額縁、彫刻、車軸、杭などの材料にされる。

## 薬用
ボンベイコクタンの葉には、有用なフラボンが含まれる。葉で発見された五環性のトリテルペンは、抗菌作用がある。樹皮は、血糖を下げる効用がある。インドで発見された4種のカキノキ属の樹皮には、ヒトに対するマラリアの原因となる熱帯熱マラリア原虫（Plasmodium falciparum）に対して、抗虫効果がある。